# Život i njegova suprotnost
Život i njegova suprotnost je strip epizoda Dilana Doga objavljena premijerno u Srbiji u svesci #218. u izdanju Veselog četvrtka. Na kioscima se pojavila 24. oktobra 2024. Koštala je 450 dinara (3,8 €; 4,1 $). Imala je 94 strane.

## Originalna epizoda
Originalna epizoda pod nazivom La viata el il suo contrario objavljena je premijerno u #427. regularne edicije Dilana Doga u Italiji u izdanju Bonelija. Izašla je 31.3.2022. Koštala je 4,9 €. Điđi Simeoni je bio scenarista i crtač ove epizode. Naslovnu stranu su nacrtali braća Đanluka i Raul Čestaro.

## Sadržaj
Čitajući The Times, Dilan primećuje vest o misterioznom nestanku nezavisnog reditelja Džošue Pintera. Na mestu njegovog poslednjeg boravka pronađene su beleške koje se odnose na njegov novi filmski projekat "Deadly Birth". Razgovarajući sa Blokom, Dilan saznaje da slični nestanci nisu retkost – u poslednjih nekoliko vekova zabeleženo je više smrtnih slučajeva slične prirode. Naizgled nepovezani, ovi događaji imaju zajednički motiv – frazu „smrtonosno rođenje“ ili njene varijacije. (Elzibio Notari (1888), Suzana de Loran (1912), Kornelijus Dajkard (1925), holandski pisac Karl Jansen (1971), i drugi.) Gručo, želeći da okuša sreću kao književnik, upisuje kurs kreativnog pisanja, gde upoznaje Lusilu Vandermer. Jedne večeri Lusila postaje žrtva dramatičnog incidenta u metrou. Progone je nasilnici; bežeći u tunel, nailazi na voz koji dolazi iz suprotnog pravca. No, neočekivano, voz ne udara Lusilu, već usmrćuje jednog napadača. Ona izlazi iz tunela netaknuta, ostavljajući policijske službenike zbunjene. Intrigiran, Dilan organizuje večeru između nje i Gruča, na kojoj se i sam pojavljuje pretvarajući se da je novinar koji istražuje događaj u metrou. Lusila, međutim, uviđa nameštaljku i odlazi. Tragajući za njom, Dilan dolazi do antikvarnice Safara. Hamlin ga odvodi zadnji deo radnje i spušta ga liftom u podrum. Dilan se susreće susreće se sa piscem romana “Orrior mortifere”.

## Prethodna i naredna sveska
Prethodna sveska regularne edicije nosila je naslov Smrt u igri (#217), a naredna Tamo gde snovi odlaze da umru (#219).
Pogledati: Dilan Dog (spisak epizoda)